# Stato crociato

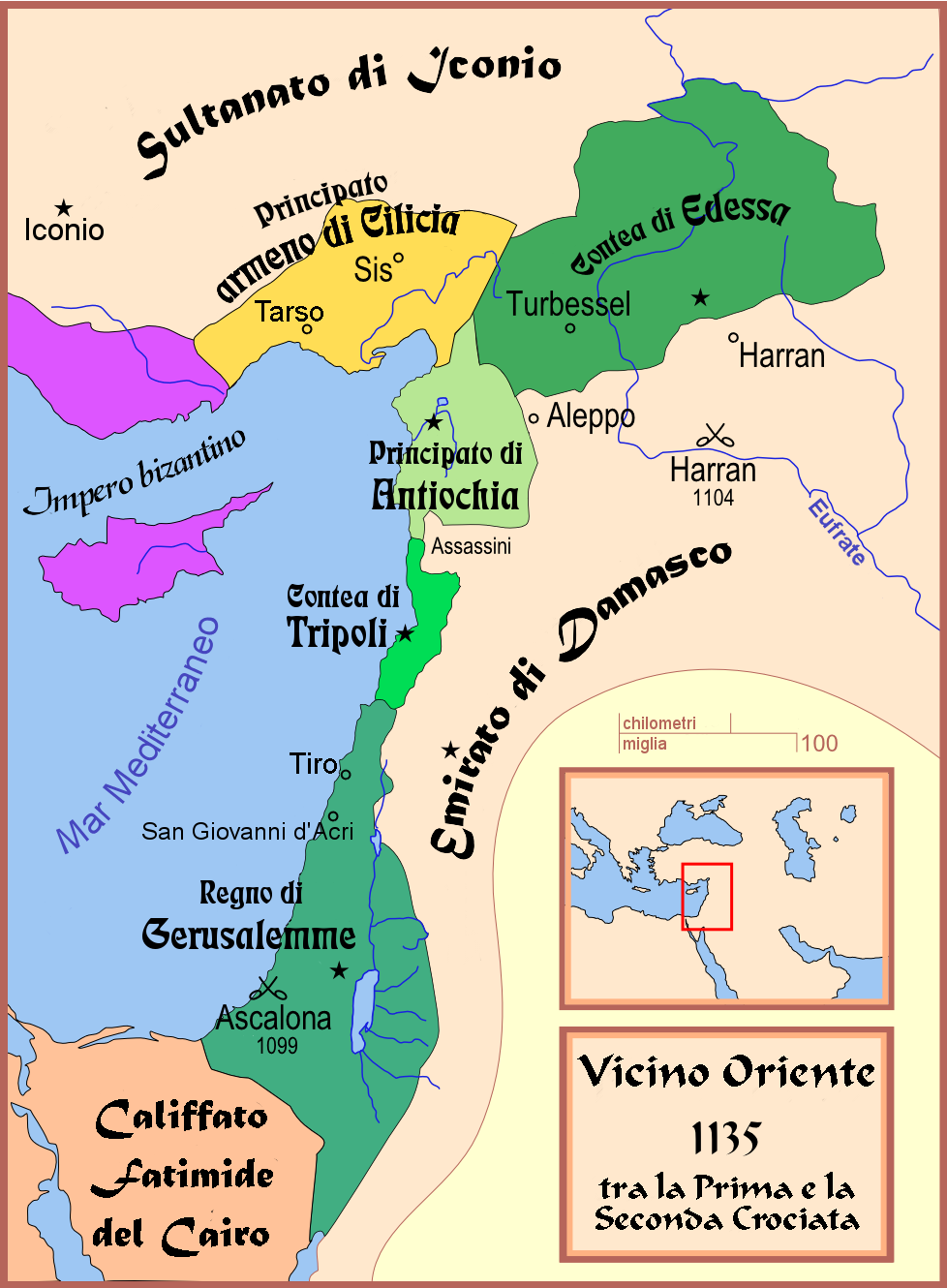
Gli stati crociati (in toni di verde) in Vicino oriente nel 1135.

Gli stati crociati levantini nel 1190, all'epoca della terza crociata

Gli Stati crociati nel periodo compreso tra la sesta crociata (1229) e l'assedio di Gerusalemme (1244)

Gli Stati crociati, noti anche come Outremer o Terre d'Oltremare, furono territori e/o Stati organizzati secondo lo schema feudale, istituiti dagli europei occidentali (cattolici) che arrivarono nel Mediterraneo orientale (ortodosso/musulmano) durante le Crociate nel XII secolo e XIII secolo. 

## Mediterraneo

### Il Levante
I primi quattro Stati crociati furono creati nel Levante immediatamente dopo la Prima crociata:
- Il primo Stato crociato, la Contea di Edessa, fu fondato nel 1098 e durò fino al 1149.
- Il Principato d'Antiochia, fondato nel 1098, durò fino al 1268.
- Il Regno di Gerusalemme, fondato nel 1099, durò fino al 1291, quando cadde la città di Acri. Il regno includeva al suo interno vari feudi, suoi vassalli, tra i quali i principali erano:
  - il Principato di Galilea,
  - la Contea di Giaffa e Ascalona,
  - la Signoria di Sidone,
  - la Signoria di Oltregiordano.
- La Contea di Tripoli, fondata nel 1104, con Tripoli conquistata nel 1109, è durato fino al 1289.

Il primo Stato crociato, la Contea di Edessa, fu fondato nel 1098, sotto la guida di Baldovino di Boulogne (poi divenuto re di Gerusalemme), fratello del condottiero crociato Goffredo di Buglione. Il Regno di Gerusalemme durò fino al 1291, quando cadde la città di Acri.
Il Regno armeno di Cilicia esisteva già prima delle Crociate, ma gli fu concesso lo status di regno da papa Innocenzo III e più tardi divenne pienamente occidentalizzato sotto la dinastia francese dei Lusignano.

### Cipro
L'isola di Cipro fu venduta da Riccardo I a Guido di Lusignano nel 1192.
L'isola rimase sotto il dominio della dinastia dei Lusignano fino al 1489 quando l'ultima regina lusignana, Caterina Corner, dovette cedere l'isola alla Repubblica di Venezia.

### Nei Balcani
Durante la quarta crociata, i territori dell'Impero bizantino sono stati divisi in diversi stati, a cominciare la cosiddetta "Francocrazia" (in greco Φραγκοκρατία?):
- L'Impero latino a Costantinopoli.
- Il Regno di Tessalonica
- Il Ducato di Atene
- Il Principato d'Acaia
- Venezia, in seguito alla Quarta crociata, creò nel Mar Egeo il Ducato dell'Arcipelago (noto anche come Ducato di Naxos). Tessalonica e l'Impero latino furono riconquistati dai Bizantini nel 1261. Discendenti dei Crociati continuarono a governare ad Atene, nel Peloponneso e nella Morea fino al XV secolo, quando l'area fu conquistata dall'Impero ottomano.
- L'ordine militare dei Cavalieri Ospitalieri di San Giovanni di Gerusalemme si stabilì a Rodi (e in altre isolette vicine dell'Egeo) nel 1310, dove resistette fino al 1522 grazie al regolare afflusso di rinforzi, epoca dopo la quale furono cacciati dagli Ottomani e si rifugiarono a Malta.